# Антаков, Владимир Ильич
Влади́мир Ильи́ч Антако́в (нем. Wladimir Antakow; 13 июля 1957, Полевской — 16 августа 2011) — советский хоккеист на траве, участник Олимпийских игр. Мастер спорта СССР международного класса, мастер спорта СССР (1976).

## Биография
Занимался хоккеем с мячом в родном городе. С 1976 года — в свердловском СКА, где переквалифицировался на хоккей на траве.
В составе СКА Антаков становился серебряным призером чемпионатов СССР 1977, 1978 годов и финалистом Кубка европейских чемпионов 1981.
В 1983 году завоевал серебряную медаль чемпионата Европы. В 1984 году выиграл соревнования «Дружба-84».
На Олимпиаде в Сеуле он был капитаном сборной СССР и в её составе занял 7-е место. На следующих Играх Антаков, будучи игроком Объединённой команды, стал 10-м. Всего за национальную команду сыграл порядка 270 матчей.
В 1991 году уехал играть в Германию за «Уленхорстер», после завершения игровой карьеры работал в структуре клуба. Здесь с ним играли Сос Айрапетян и Владимир Плешаков. Последние 4 года жизни тяжело болел. Скончался 16 августа 2011 года.

### Семья
Женат, сын Денис — хоккеист, выступал за подмосковную команду «Динамо-Электросталь».